# Jamie Muir
Jamie Muir (30. listopadu 1942 Edinburgh, Skotsko – 17. února 2025 Cornwall, Anglie) byl britský hudebník a umělec. V 60. letech 20. století navštěvoval Edinburgh College of Art a začal hrát na pozoun jazz, později se přesunul k perkusím. Po přestěhování do Londýna spolupracoval s choreografem Lindsayem Kempem, v letech 1968 až 1971 působil ve volné improvizaci s Derekem Baileym a Evanem Parkerem jako Music Improvisation Company.
V polovině roku 1972 se Muir stal členem progressive rockové skupiny King Crimson, se kterou začátkem roku 1973 nahrál studiové album Larks' Tongues in Aspic. Nahrávky koncertů z tohoto období byly později vydány na labelu Discipline Global Mobile. Příležitostně hrál na klasickou bicí soupravu, jeho hlavními nástroji ale byly rozličné perkuse: zvony, mbira, chřestítka, hudební pily, píšťaly, plechy, různé bubny a mnohé další.
Ještě v roce 1972 se Jamie Muir rozhodl pro život ve skotském klášteře podle zásad buddhismu, svoji práci na Larks' Tongues in Aspic, které vyšlo v době jeho odchodu, však dokončil. Oficiální zpráva kapely o odchodu Muira z King Crimson uváděla jako důvod „zranění na pódiu během koncertu“, což ale byla jenom fráze, kterou hudebníkům doporučilo jejich vydavatelství.
V roce 1980 se Muir na londýnskou hudební scénu vrátil, spolupracoval s Derekem Baileym a Evanem Parkerem a v roce 1983 se podílel na soundtracku k filmu Ghost Dance.
Později Jamie Muir již v hudební oblasti nepůsobil, zabýval se výhradně malováním.